# My Everything
My Everything (с англ. — «Мое всё») — второй студийный альбом Арианы Гранде. Вышел 21 августа 2014 года на лейбле Republic Records. My Everything дебютировал на вершине чарта альбомов Billboard 200 в Соединённых Штатах, продав 169 000 копий за первую неделю, что стало вторым подряд хитом Гранде в США. Позже он был сертифицирован Американской ассоциацией звукозаписывающей индустрии как дважды платиновый и вошёл в список самых популярных альбомов 2014, 2015 и 2010 годов в Billboard 200. Альбом дебютировал на первом месте в Австралии и Канаде, а также достиг пика в первой десятке из двадцати стран мира. Он получил в целом положительные отзывы музыкальных критиков, появившись в списках лучшей музыки 2014 года по итогам года. На 57-й ежегодной премии Грэмми в 2015 году My Everything был номинирован на лучший поп-вокальный альбом.
My Everything был поддержан пятью синглами, каждый из которых достиг глобального успеха. Ведущий сингл «Problem» побил многочисленные рекорды цифровых продаж после выпуска и достиг второго места в американском чарте Billboard Hot 100. Второй сингл, «Break Free», занял четвёртое место в США. Следующий сингл, «Bang Bang», достиг третьего места в США и возглавил международные чарты. Четвёртый и пятый синглы, «Love Me Harder» и «One Last Time», достигли седьмого и тринадцатого мест соответственно, а последний достиг второго места в Соединённом Королевстве. Чтобы продолжить поддержку альбома, Гранде отправилась в тур The Honeymoon Tour в 2015 году.

## Создание
| Совокупная оценка    | Совокупная оценка                                                                  |
| Источник             | Оценка                                                                             |
| -------------------- | ---------------------------------------------------------------------------------- |
| AnyDecentMusic?      | 6.3/10                                                                             |
| Metacritic           | 64/100                                                                             |
| Оценки критиков      |                                                                                    |
| Источник             | Оценка                                                                             |
| AllMusic             | 3,5 из 5 звёзд · 3,5 из 5 звёзд · 3,5 из 5 звёзд · 3,5 из 5 звёзд · 3,5 из 5 звёзд |
| The A.V. Club        | C+                                                                                 |
| Billboard            | 81/100                                                                             |
| Entertainment Weekly | B–                                                                                 |
| The Guardian         | 3 из 5 звёзд · 3 из 5 звёзд · 3 из 5 звёзд · 3 из 5 звёзд · 3 из 5 звёзд           |
| Los Angeles Times    | 3 из 4 звёзд · 3 из 4 звёзд · 3 из 4 звёзд · 3 из 4 звёзд                          |
| The Observer         | 2 из 5 звёзд · 2 из 5 звёзд · 2 из 5 звёзд · 2 из 5 звёзд · 2 из 5 звёзд           |
| Pitchfork            | 7.7/10                                                                             |
| Rolling Stone        | 3,5 из 5 звёзд · 3,5 из 5 звёзд · 3,5 из 5 звёзд · 3,5 из 5 звёзд · 3,5 из 5 звёзд |

Дебютный студийный альбом певицы Yours Truly был выпущен 3 сентября 2013 года и был встречен одобрительными отзывами критиков. Позже в том же месяце в интервью журналу Rolling Stone Гранде заявила, что начала писать и работать над своим вторым студийным альбомом и уже закончила две песни.
Сессии записи начались в октябре 2013 года, когда Гранде работала с предыдущими продюсерами своего дебютного альбома Хармони Сэмюэлс и Томми Брауном. Изначально Гранде планировала выпустить альбом примерно в феврале 2014 года. В январе 2014 года она подтвердила, что работает с новыми продюсерами Райаном Теддером, Саваном Котеча, Бенни Бланко, Ки Вейном и Максом Мартином. Гранде заявила в конце февраля, что хочет назвать свой альбом в честь песни, которую она закончила в те выходные, которая очень искренняя и заставляет её плакать.
3 марта 2014 года было объявлено, что Гранде будет представлена на пятом сингле с альбома Криса Брауна X под названием «Don’t Be Gone Too Long». Первоначально сингл должен был выйти 25 марта 2014 года. Однако он был отложен из-за того, что Брауна отправили в тюрьму в ожидании суда по обвинению в нападении. Гранде объявила о задержке песни 17 марта 2014 года через Twitter. В тот же вечер она провела прямую трансляцию, чтобы компенсировать задержку сингла, где она представила четыре новые песни со своего второго альбома.
Через два дня после объявления Гранде сообщила, что из-за задержки с песней она выпустит вместо этого первый сингл со своего предстоящего второго студийного альбома. Она закончила работу над альбомом в конце мая 2014 года. 28 июня Гранде подтвердила название альбома My Everything и дату выпуска 25 августа 2014 года. Фотографии для упаковки альбома были сделаны 27 мая 2014 года.

## Список композиций
| №                   | Название                                                     | Автор(ы) | Продюсер(ы)                                      | Длительность |
| ------------------- | ------------------------------------------------------------ | --- | ------------------------------------------------ | ------------ |
| 1.                  | «Intro»                                                      | Томми Браун Виктория Моне Ариана Гранде | Браун                                            | 1:20         |
| 2.                  | «Problem» (при участии Игги Азалии)                          | Илья Салманзаде Макс Мартин Саван Котеча Азалия Гранде [ 20 ]                                                                                         | Мартин Илья Shellback Питер Карлсон [a]          | 3:13         |
| 3.                  | «One Last Time»                                              | Дэвид Гетта Котеча Джорджио Туинфорт Рами Якуб Карл Фальк                                                                                             | Фальк Рамиi Илья [a] [b] Туинфорт [b] Котеча [a] | 3:17         |
| 4.                  | «Why Try»                                                    | Бенджамин Левин Райан Теддер Аммар Малик Ноэль Занканелла                                                                                             | Теддер Бенни Бланко Занканелла                   | 3:31         |
| 5.                  | «Break Free» (при участии Zedd)                              | Антон Заславский Мартин Котеча | Zedd Мартин                                      | 3:34         |
| 6.                  | «Best Mistake» (при участии Big Sean)                        | Шон Андерсон Дуэйн Вейр Гранде | Key Wane Sauce [a]                               | 3:52         |
| 7.                  | «Be My Baby» (при участии Cashmere Cat)                      | Левин Магнус Огаст Ойберг Терон Томас Тимоти Томас Педер Лоснегаард                                                                                   | Бланко Cashmere Cat Lido                         | 3:37         |
| 8.                  | «Break Your Heart Right Back» (при участии Childish Gambino) | Кирби Докери Эндрю "Pop" Вансел Уоррен "Oak" Фелдер Дональд Гловер Бернард Эдвардс Найл Роджерс Стивен Джордан Кристофер Уоллес Шон Комбс Мейсон Бета | Pop & Oak                                        | 4:13         |
| 9.                  | «Love Me Harder» (совместно с The Weeknd)                    | Мартин Котеча Питер Свенсон Али Паями Эйбел Тесфайе Ахмад Балше                                                                                       | Паями Свенсон П. Карлсон [a]                     | 3:56         |
| 10.                 | «Just a Little Bit of Your Heart»                            | Гарри Стайлс Йохан Карлсон | Й. Карлсон П. Карлсон [a]                        | 3:51         |
| 11.                 | «Hands on Me» (при участии A$AP Ferg)                        | Родни Джеркинс Алисия Рене Уильямс Адрианна Бердж Даролд Фергусон                                                                                     | Darkchild Hot Sauce                              | 3:12         |
| 12.                 | «My Everything»                                              | Браун Моне Тейлор Паркс Гранде | Браун Моне [a]                                   | 2:49         |
| Общая длительность: | Общая длительность:                                          | Общая длительность: | Общая длительность:                              | 40:34        |

| №                   | Название                                           | Автор(ы)                                                                              | Продюсер(ы)                          | Длительность |
| ------------------- | -------------------------------------------------- | ------------------------------------------------------------------------------------- | ------------------------------------ | ------------ |
| 13.                 | «Bang Bang» (совместно с Джесси Джей и Ники Минаж) | Мартин Котеча Рикард Горанссон Оника Мараж                                            | Мартин Горанссон Илья Кук Харелл [a] | 3:18         |
| 14.                 | «Only 1»                                           | Браун Трэвис Сейлз Моне Деннис Дженкинс Гранде                                        | Браун Сейлз Моне [a]                 | 3:14         |
| 15.                 | «You Don't Know Me»                                | Гармони Сэмюэлс Хелен "Carmen Reece" Калвер Эл Шеррод Ламберт Морис Дэвид Уэйд Гранде | Сэмюэлс Джо Блак [a]                 | 3:52         |
| Общая длительность: | Общая длительность:                                | Общая длительность:                                                                   | Общая длительность:                  | 51:10        |

| №   | Название                                                      | Автор(ы)                                  | Продюсер(ы)                                                  | Длительность |
| --- | ------------------------------------------------------------- | ----------------------------------------- | ------------------------------------------------------------ | ------------ |
| 16. | «One Last Time» (при участии Fedez)                           | Гетта Котеча Туинфорт Якуб Фальк          | Фальк Рамиi Илья [a] [b] Туинфорт [b] Котеча [a]             | 3:18         |
| 17. | «Love Me Harder» (совместно с The Weeknd) (Alex Ghenea Remix) | Мартин Котеча Свенсон Паями Тесфайе Балше | Паями Свенсон П. Карлсон [a] Alex Ghenea [c]                 | 3:32         |
| 18. | «One Last Time» (PiZARRO Remix)                               | Гетта Котеча Туинфорт Якуб Фальк          | Фальк Рамиi Илья [a] [b] Туинфорт [b] Котеча [a] PiZARRO [c] | 4:05         |

| №   | Название                                                      | Автор(ы)                                        | Продюсер(ы)                                                | Длительность |
| --- | ------------------------------------------------------------- | ----------------------------------------------- | ---------------------------------------------------------- | ------------ |
| 16. | «One Last Time» (Attends-moi) (при участии Кенджи Жирака)     | Гетта Котеча Туинфорт Якуб Фальк                | Фальк Рамиi Илья [a] [b] Туинфорт [b] Котеча [a]           | 3:14         |
| 17. | «Love Me Harder» (совместно с The Weeknd) (Alex Ghenea Remix) | Мартин Котеча Свенсон Паями Эйбел Тесфайе Балше | Паями Свенсон П. Карлсон [a] Alex Ghenea [c]               | 3:32         |
| 18. | «One Last Time» (Gazzo Remix)                                 | Гетта Котеча Туинфорт Якуб Фальк                | Фальк Рамиi Илья [a] [b] Туинфорт [b] Котеча [a] Gazzo [c] | 4:05         |

| №  | Название                                                  | Автор(ы)                               | Продюсер(ы)                                        | Длительность |
| -- | --------------------------------------------------------- | -------------------------------------- | -------------------------------------------------- | ------------ |
| 1. | «Problem» (при участии Игги Азалии) (DJ Buddha Dub Remix) | Салманзаде Мартин Котеча Азалия Гранде | Мартин Илья Shellback П. Карлсон [a] DJ Buddha [c] | 6:52         |
| 2. | «Problem» (при участии Игги Азалии) (DJ Class Remix)      | Салманзаде Мартин Котеча Азалия Гранде | Мартин Илья Shellback П. Карлсон [a] DJ Class [c]  | 5:15         |

| №                   | Название                                       | Автор(ы)                               | Продюсер(ы)                          | Длительность |
| ------------------- | ---------------------------------------------- | -------------------------------------- | ------------------------------------ | ------------ |
| 16.                 | «Problem» (при участии Игги Азалии и J Balvin) | Салманзаде Мартин Котеча Азалия Гранде | Мартин Илья Shellback П. Карлсон [a] | 3:13         |
| Общая длительность: | Общая длительность:                            | Общая длительность:                    | Общая длительность:                  | 54:23        |

| №                   | Название                                               | Автор(ы)                               | Продюсер(ы)                          | Длительность |
| ------------------- | ------------------------------------------------------ | -------------------------------------- | ------------------------------------ | ------------ |
| 16.                 | «Problem» (при участии Игги Азалии) (Wayne G Club Mix) | Салманзаде Мартин Котеча Азалия Гранде | Мартин Илья Shellback П. Карлсон [a] | 6:35         |
| Общая длительность: | Общая длительность:                                    | Общая длительность:                    | Общая длительность:                  | 57:45        |

| №                   | Название            | Автор(ы)                              | Продюсер(ы)          | Длительность |
| ------------------- | ------------------- | ------------------------------------- | -------------------- | ------------ |
| 16.                 | «Cadillac Song»     | Браун Сейлз Моне Леон Сильверс Гранде | Браун Сейлз Моне [a] | 2:52         |
| 17.                 | «Too Close»         | Сэмюэлс Калвер Ламберт Уэйд Гранде    | Сэмюэлс Джо Блак [a] | 3:35         |
| Общая длительность: | Общая длительность: | Общая длительность:                   | Общая длительность:  | 57:27        |

| №                   | Название                           | Автор(ы)                                                      | Продюсер(ы)          | Длительность |
| ------------------- | ---------------------------------- | ------------------------------------------------------------- | -------------------- | ------------ |
| 16.                 | «Cadillac Song»                    | Браун Сейлз Моне Леон Сильверс Гранде                         | Браун Сейлз Моне [a] | 2:52         |
| 17.                 | «Too Close»                        | Сэмюэлс Калвер Ламберт Уэйд Гранде                            | Сэмюэлс Джо Блак [a] | 3:35         |
| 18.                 | «Baby I» (при участии Таро Хакасе) | Кеннет "Babyface" Эдмондс Антонио Диксон Патрик "J. Que" Смит | Babyface Диксон      | 3:17         |
| Общая длительность: | Общая длительность:                | Общая длительность:                                           | Общая длительность:  | 60:44        |

| №                   | Название                                          | Длительность |
| ------------------- | ------------------------------------------------- | ------------ |
| 1.                  | «Problem» (при участии Игги Азалии) (Видеоклип)   | 3:28         |
| 2.                  | «Problem» (при участии Игги Азалии) (Лирик-видео) | 3:14         |
| 3.                  | «Официальное интервью»                            | 8:00         |
| Общая длительность: | Общая длительность:                               | 14:42        |

Примечания
- ↑  вокальный продюсер
- ↑  сопродюсер
- ↑  ремиксер

Семплы
- «Problem» интерполирует текст из «99 Problems» Джея Зи.
- «Break Your Heart Right Back» содержит элементы из «Mo Money Mo Problems» в исполнении The Notorious B.I.G. и «I’m Coming Out» Дайаны Росс.
- «Only 1» семплирует «Make The Music With Your Mouth, Biz» в исполнении Biz Markie при участии T.J. Swan.
- «Cadillac Song» содержит семпл из «How Love Hurts», написанной Леоном Сильверсом.

## Чарты
| Чарт(2014-17)                       | Высшая позиция |
| ----------------------------------- | -------------- |
| Австралия (ARIA)                    | 1              |
| Австрия (Ö3 Austria)                | 3              |
| Бельгия/Фландрия (Ultratop)         | 1              |
| Бельгия/Валлония (Ultratop)         | 11             |
| Brazilian Albums (ABPD)             | 7              |
| Канада (Canadian Albums Chart)      | 1              |
| Chinese Albums (Sino)               | 8              |
| Croatian Albums (HDU)               | 31             |
| Дания (Hitlisten)                   | 2              |
| Нидерланды (Album Top 100)          | 3              |
| Финляндия (Suomen virallinen lista) | 8              |
| Франция (SNEP)                      | 18             |
| Германия (Media Control)            | 5              |
| Greek Albums (IFPI Greece)          | 5              |
| Ирландия (IRMA)                     | 2              |
| Италия (Classifica album)           | 4              |
| Япония (Oricon)                     | 3              |
| Korean Albums (Gaon)                | 35             |
| Mexican Albums (AMPROFON)           | 4              |
| Новая Зеландия (RMNZ)               | 3              |
| Норвегия (VG-lista)                 | 1              |
| Польша (ZPAV)                       | 9              |
| Португалия (AFP)                    | 7              |
| Шотландия (Scottish Albums Chart)   | 4              |
| Испания (PROMUSICAE)                | 3              |
| Швеция (Sverigetopplistan)          | 2              |
| Швейцария (Schweizer Hitparade)     | 2              |
| Великобритания (UK Albums Chart)    | 3              |
| США (Billboard 200)                 | 1              |

| Чарт(2014)                          | Позиция |
| ----------------------------------- | ------- |
| Australian Albums (ARIA)            | 37      |
| Belgian Albums (Ultratop Flanders)  | 99      |
| Belgian Albums (Ultratop Wallonia)  | 154     |
| Canadian Albums (Billboard)         | 46      |
| Danish Albums (Tracklisten)         | 46      |
| Dutch Albums (MegaCharts)           | 32      |
| French Albums (SNEP)                | 146     |
| Italian Albums (FIMI)               | 85      |
| Japanese Albums (Oricon)            | 35      |
| Mexican Albums (AMPROFON)           | 26      |
| New Zealand Albums (RMNZ)           | 49      |
| Swedish Albums (Sverigetopplistan)  | 21      |
| UK Albums (OCC)                     | 88      |
| US Billboard 200                    | 46      |
| Чарт(2015)                          | Позиция |
| Australian Albums (ARIA)            | 75      |
| Danish Albums (Tracklisten)         | 14      |
| Dutch Albums (MegaCharts)           | 60      |
| French Albums (SNEP)                | 103     |
| Italian Albums (FIMI)               | 55      |
| Japanese Albums (Billboard Japan)   | 30      |
| Japanese Albums (Oricon)            | 83      |
| Mexican Albums (AMPROFON)           | 22      |
| Swedish Albums (Sverigetopplistan)  | 10      |
| UK Albums (OCC)                     | 89      |
| US Billboard 200                    | 17      |
| Чарт(2016)                          | Позиция |
| Dutch CombiAlbum Chart (MegaCharts) | 96      |
| Japanese Albums (Billboard Japan)   | 59      |
| Чарт(2017)                          | Позиция |
| UK Albums (OCC)                     | 81      |

### Чарты десятилетия
| Чарт(2010—2019)  | Позиция |
| ---------------- | ------- |
| US Billboard 200 | 146     |

### Чарты за все время
| Чарт                        | Позиция |
| --------------------------- | ------- |
| Belgium (Ultratop Flanders) | 505     |
| Belgium (Ultratop Wallonia) | 924     |

## Сертификации
| Регион | Сертификация  | Продажи  |
| --- | ------------- | -------- |
| Австралия (ARIA) | Платиновый    | 70 000   |
| Австрия (IFPI Austria) | Платиновый    | 15 000*  |
| Бразилия (ABPD) | Золотой       | 30 000*  |
| Канада (Music Canada) | 3× Платиновый | 240 000  |
| Chile (IFPI Chile) | Золотой       | 5,000    |
| Дания (IFPI Danmark) | 2× Платиновый | 40 000   |
| Франция (SNEP) | Платиновый    | 100 000  |
| Италия (FIMI) | Платиновый    | 50 000   |
| Япония (RIAJ) | Платиновый    | 181,000  |
| Мексика (AMPROFON) | 3× Платиновый | 180 000^ |
| Нидерланды (NVPI) | Платиновый    | 50 000^  |
| Норвегия (IFPI Norway) | 6× Платиновый | 120 000* |
| Польша (ZPAV) | Платиновый    | 20 000   |
| Сингапур (RIAS) | Платиновый    | 10 000*  |
| Республика Корея | —             | 1,541    |
| Швеция (GLF) | Платиновый    | 40 000   |
| Великобритания (BPI) | Платиновый    | 327,521  |
| США (RIAA) | 2× Платиновый | 759,000  |
| * Данные о продажах приведены только на основе сертификации. · ^ Данные о тиражах приведены только на основе сертификации. · Данные о продажах + прослушиваниях приведены только на основе сертификации. |               |          |